# Institut des sciences de Gran Sasso
Ne doit pas être confondu avec Laboratoire national du Gran Sasso.
L'Institut des sciences de Gran Sasso (GSSI) est une école internationale d'études avancées située à L'Aquila, en Italie. Fondé en 2012 en tant qu'institut de recherche et école supérieure dépendant de l'Institut national de physique nucléaire (INFN), cet établissement universitaire est devenu autonome en 2016. 

## Histoire
La création de cet institut a d'abord été proposée après le séisme de 2009 à L'Aquila lorsque le ministère de l'Économie et des Finances et l'Organisation de coopération et de développement économique (OCDE) ont organisé plusieurs réunions pour planifier la revitalisation économique de la région. Une proposition a été faite pour créer un établissement d'enseignement aux fins de l'enseignement et de la recherche qui utiliserait le laboratoire national du Gran Sasso de l'Institut national de physique nucléaire situé près de la capitale des Abruzzes.
Le GSSI a été officiellement créé en 2012 et plus tard ouvert au cours de l'année universitaire 2013 - 2014. Parmi ses fondateurs figurent les universitaires Eugenio Coccia, nommé premier directeur de l'institut, Paola Inverardi et Pierangelo Marcati. L'inauguration a eu lieu le 14 novembre 2013 en présence du Premier ministre Enrico Letta et du prix Nobel de physique Carlo Rubbia.
L'institut a initialement fonctionné à titre expérimental comme un institut international d'enseignement et de recherche avec un statut spécial soutenu par l'INFN, l'université de L'Aquila, l'École IMT d'études avancées (en) de Lucques, l'École internationale supérieure d'études avancées de Trieste et l'École supérieure Sainte-Anne de Pise. En 2015, les activités de la période 2012-2015 ont été évaluées par l'Agence nationale de l'évaluation et de la recherche du système universitaire (en) (ANVUR), qui a conclu avec une évaluation positive de l'institut de recherche. Cela a conduit, le 25 mars 2016, à la création de l'université par un décret spécial du Conseil des ministres.  Le 8 août 2016, le directeur, Eugenio Coccia, a été nommé recteur de l'université.

## Domaines de recherche
Les activités de recherche de l'institut scientifique de Gran Sasso se concentrent sur quatre domaines principaux, à savoir la physique des astroparticules, l'informatique, les mathématiques et les études urbaines et l'économie régionale. La langue officielle de l'institut est l'anglais. Les programmes offerts par l'institut sont caractérisés par une durée moyenne de trois ans. Outre les cours qui constituent une partie intégrante du doctorat, plusieurs séminaires donnés par des conférenciers internationaux sont organisés par l'institut. 

## Procédure d'admission
Chaque année, l'Institut des sciences de Gran Sasso accorde en moyenne 40 doctorats, 10 pour chaque domaine de recherche du GSSI. Les candidatures sont évaluées par quatre comités de sélection, un pour chaque programme.   Les étudiants admis reçoivent une bourse, un hébergement gratuit aux installations du GSSI et l'utilisation d'une cantine. En 2017, plus de 1 400 demandes ont été soumises, dont la plupart proviennent de l'étranger, ce qui fait du GSSI l'institut avec le plus grand nombre de candidatures internationales en Italie.